# ドリトル先生のキャラバン
『ドリトル先生のキャラバン』（ドリトルせんせいのキャラバン、Doctor Dolittle's Caravan）はイギリス出身の小説家、ヒュー・ロフティングにより1924年にアメリカ合衆国で発表された児童文学作品。

## 概要
ドリトル先生シリーズの第6作で、エピソード上は第4作『サーカス』から直に続く形となっている。1924年にアメリカのニューヨーク・ヘラルド・トリビューン紙で連載小説として発表され、単行本は第5作『動物園』を挟んで1926年に刊行された。
本作で序盤の一部分を除いては簡略化された形で述べられている雌のカナリア・ピピネラの半生についてはロフティングの没後、絶筆となった原稿をジョセフィン夫人とその妹、オルガ・マイクルが整理・補作し1950年に刊行された第11作『緑のカナリア』の第1 - 2部において詳述されている。

## あらすじ
アフリカへの航海で壊してしまった船を弁償する為にサーカス入りしたドリトル先生は、マンチェスターで動物達が自主的に練り上げた演目「パドルビーのパントマイム（だんまり芝居）」を成功させたが団長に収益を持ち逃げされてしまう。この事態に動物・人間を問わず全ての団員が先生を新たな団長に推挙して立ち上げられた新生「ドリトル・サーカス」のマンチェスター興行は好評の内に閉幕し、遂にイギリスの首都・ロンドンでの興行が決定した。
サーカス団の箱馬車（キャラバン）が列を為してロンドンへの街道を急ぐ中、会場予定地の下見で先にロンドン入りしていた先生はペットショップで売られている一羽のカナリアがとても美しい声で歌っているのを耳にする。ペットショップが苦手な先生は副団長のマシュー・マグにそのカナリアを買いに行かせるが、ピピネラと名乗るそのカナリアは一般的には雄と違って鳴かないと思われていた雌であった。
「『雌のカナリアは鳴いてはいけない』などと言うのは旧式な習慣だ、自分はそんなものに囚われない」と公言してはばからないピピネラが飼育小屋で生まれてから数々の飼い主の手に渡り、時には冒険に満ちた半生とその時々に作曲した歌の数々に先生はすっかり感心させられ、ロンドンでの興行に際してピピネラ自身を主演女優とする『カナリア・オペラ』の上演を目玉にすることを思い立つ。こうして、オペラに出演させる鳥を手分けして集めることになるが、その過程でピピネラの最初の夫・ツインクがピピネラを買った店とは別のペットショップで売られているのが発見された。先生はツインクからその店が密猟者から野鳥を不法に買い取り、不衛生な環境で多くの鳥が病気になっていると聞かされて義憤に駆られ、マシューと共に閉店後の店内へ忍び込んで野鳥を逃がすことにした。先生は運悪く店主に見つかってしまい、警察へ突き出されそうになるがその店で売られていた犬から店主の秘密を聞き出していた先生は警察へ突き出されるのを免れたばかりでなく、店を廃業に追い込んだ。
「カナリア・オペラ」は初日から上々の客入りであったが、観衆の中には世界的に有名なヴァイオリニスト、ニコロ・パガニーニの姿が有った。パガニーニはこのオペラを「全く観衆に媚びていない作りであることに感心した」と評価し、最初の内は面白半分で取り上げていた多くの新聞もパガニーニの激賞に手のひらを返してオペラを絶賛し始め、遂には100日以上のロングラン公演を達成する。その間、先生は王立農業会が主催する博覧会に招かれて改良式の水飲み機や動物用の薬を出品したり、動物の治療を実演して一般の獣医師に教えを請われたりと久々に本業で手腕を発揮して名声を高めることとなった。
しかし、興業の成功により大金を得たヘラクレスやピント兄弟らかつての仲間が相次いで引退したことや、オペラの演技指導を行っていたスズメのチープサイドがパドルビーの様子を見に行き「先生の家は長い間の留守で荒れ放題になっていた」と知らせたのを契機に、先生はサーカス団を解散してパドルビーに帰ることを決意する。

### カナリア・オペラの劇中歌
- 女中さん出てください、馬車がきましたよ
- 馬具ジャグジャグ
- わたしは小さいマスコット、羽のあるフュージリアの兵隊さん
- カワラヒワの愛の歌
- とぎ皮二重唱

## 日本語版
長らく岩波書店版のみが刊行されていたが、2012年11月に角川つばさ文庫より新訳版が刊行された。
- ヒュー・ロフティング、訳：井伏鱒二『ドリトル先生のキャラバン』 岩波書店
  - 岩波少年文庫 1953年6月15日初版、1979年・2000年改版 ISBN 978-4-001-14026-2
  - 愛蔵版〈ドリトル先生物語全集〉第6巻 1962年3月13日初版 ISBN 978-4-001-15006-3
- 『新訳 ドリトル先生のキャラバン』（角川つばさ文庫 編集・発行：アスキー・メディアワークス）

訳：河合祥一郎 画：patty 2012年11月13日初版 ISBN 978-4-046-31272-3